# 9879 Мамут
9879 Ма́мут (9879 Mammuthus) — астероїд головного поясу, відкритий 12 серпня 1994 року.
Тіссеранів параметр щодо Юпітера — 3,492.